# Conselho de Estado (França)
Na França, o Conselho de Estado (francês: Conseil d'État) é um órgão governamental que atua tanto como consultor jurídico do poder executivo quanto como tribunal supremo para a justiça administrativa. Estabelecido em 1799 por Napoleão como sucessor do Conselho do Rei (Conseil du Roi), está localizado no Palais-Royal em Paris e é composto principalmente por oficiais legais de alto nível. O vice-presidente do Conselho de Estado é o nono funcionário público mais importante da França.
Os membros do Conselho de Estado fazem parte de um Grande Corpo do Estado francês (Grand corps de l'État).